# 谭天度故居
谭天度故居，位于中国广东省佛山市高明区明城岗头村，2001年10月20日公布为高明市文物保护单位，2006年10月25日列入第四批佛山市文物保护单位。
谭天度故居的历史年代为清、民国。